# Agromyza serratimentula
Agromyza serratimentula är en tvåvingeart som beskrevs av Mitsuhiro Sasakawa 1992. Agromyza serratimentula ingår i släktet Agromyza och familjen minerarflugor. Inga underarter finns listade i Catalogue of Life.